# Wahlkreis West Suffolk
Der Wahlkreis West Suffolk ist ein britischer Wahlkreis für die Wahlen zum Unterhaus des Parlaments des Vereinigten Königreichs. Der Wahlkreis umfasst die Stadt Newmarket, das Mekka des Pferderennsports, sowie die Städte Haverhill und Mildenhall mit einer landwirtschaftlich geprägten Landschaft, die von Waldstücken und kleinen Dörfern durchsetzt ist.

## Charakteristika
Die Bevölkerung in diesem Gebiet ist etwas älter als der nationale Durchschnitt; es gibt einen hohen Anteil an Doppelhaushälften und Einfamilienhäusern und einen überdurchschnittlich hohen Anteil an Rentnern.
Zu den wichtigsten Wirtschaftszweigen gehören Einrichtungen der Verteidigung (RAF Mildenhall und RAF Lakenheath), die Landwirtschaft/Lebensmittelindustrie (einschließlich der wichtigsten Produkte sowie regionaler Spezialitäten wie Ales, Suffolk Cider und Wurstwaren), der Tourismus- und Freizeitsektor (z. B. die Pferderennbahn in Newmarket) und, insbesondere in Haverhill, eine Reihe von Industriebetrieben. Dazu gehören die chemische Industrie (z. B. International Flavors and Fragrances), die Abfallverarbeitung, das Verkehrswesen, das Baugewerbe und die pharmazeutische Industrie.
Die Zahl der arbeitslosen Antragsteller, die als Arbeitssuchende registriert waren, lag im November 2012 nach einer statistischen Zusammenstellung von The Guardian mit 2,5 % der Bevölkerung unter dem nationalen Durchschnitt von 3,8 %.

## Geschichte
Der Wahlkreis in seiner jetzigen Gestalt wurde mit der Zustimmung des Parlaments zur vierten periodischen Überprüfung der Westminster-Wahlkreise durch die Boundary Commission rechtzeitig zur Parlamentswahl 1997 geschaffen.

### Bisherige Repräsentanz im Unterhaus
Der Wahlkreis wurde seither nur von den Konservativen vertreten, wobei die knappste Mehrheit 1997 mit nur 3,8 % der Stimmen erreicht wurde; seither hat sich die Mehrheit allmählich erhöht.
Richard Spring war Sprecher der Opposition für auswärtige Angelegenheiten (2000–2004) (als Schattenminister eines Außen- und Commonwealth-Ministers) und anschließend Schattenminister für das Finanzministerium (2004–2005), bevor er stellvertretender Vorsitzender seiner Partei wurde und als Lord Risby in das Oberhaus einzog. Mehrere seiner Vorfahren hatten zuvor Suffolk im Unterhaus vertreten.
Für die Unterhauswahl 2010 wurde der Übergang bereits sechs Monate zuvor, am 23. November 2009, geplant, als der Amtsinhaber ankündigte, nicht erneut zu kandidieren.
Matt Hancock war von 2012 bis zur Unterhauswahl 2015 Minister der Regierung und wurde dann als Paymaster General  und Minister für das Kabinettsbüro ins Kabinett berufen. Nach einer kurzen Zeit außerhalb des Kabinetts zwischen 2016 und 2018 als Minister im Ministerium für Digitales, Kultur, Medien und Sport kehrte er als Staatssekretär für Digitales, Kultur, Medien und Sport in das Kabinett zurück und wurde im Juli 2018 zum Staatssekretär für Gesundheit und Soziales befördert, wo er bis 2021 amtierte, als er nach einer Affäre mit seiner Assistentin Gina Coladangelo, die damals gegen die COVID-19-Regeln für soziale Distanzierung verstieß, von diesem Amt zurücktrat.
| Wahl | Abgeordneter | Abgeordneter   | Partei               |
| ---- | ------------ | -------------- | -------------------- |
| 1997 |              | Richard Spring | Conservative Party   |
| 2001 |              | Richard Spring | Conservative Party   |
| 2005 |              | Richard Spring | Conservative Party   |
| 2010 |              | Matt Hancock   | Conservative Party a |
| 2015 |              | Matt Hancock   | Conservative Party a |
| 2017 |              | Matt Hancock   | Conservative Party a |
| 2019 |              | Matt Hancock   | Conservative Party a |
| 2024 |              | Nick Timothy   | Conservative Party   |

## Wahlergebnisse

### Wahl 1997
| Kandidaten            | Kandidaten       | Parteien           | Stimmen | %    |
| --------------------- | ---------------- | ------------------ | ------- | ---- |
|                       | Richard Spring   | Conservative Party | 20.081  | 40,9 |
|                       | Michael Jefferys | Labour Party       | 18.214  | 37,1 |
|                       | Adrian Graves    | Liberal Democrats  | 6.892   | 14,0 |
|                       | James Carver     | Referendum Party   | 3.724   | 7,6  |
|                       | Alistair Shearer | Natural Law Party  | 171     | 0,3  |
| Gesamt                | Gesamt           | Gesamt             | 49.082  | 100  |
|                       |                  |                    |         |      |
| Quelle: Parliament UK |                  |                    |         |      |

### Wahl 2001
| Kandidaten            | Kandidaten       | Parteien              | Stimmen | %    |
| --------------------- | ---------------- | --------------------- | ------- | ---- |
|                       | Richard Spring   | Conservative Party    | 20.201  | 47,6 |
|                       | Michael Jefferys | Labour Party          | 15.906  | 37,5 |
|                       | Robin Martlew    | Liberal Democrats     | 5.017   | 11,8 |
|                       | Will Burrows     | UK Independence Party | 1.321   | 3,1  |
| Gesamt                | Gesamt           | Gesamt                | 42.445  | 100  |
|                       |                  |                       |         |      |
| Quelle: Parliament UK |                  |                       |         |      |

### Wahl 2005
| Kandidaten            | Kandidaten       | Parteien              | Stimmen | %    |
| --------------------- | ---------------- | --------------------- | ------- | ---- |
|                       | Richard Spring   | Conservative Party    | 21.682  | 49,0 |
|                       | Michael Jeffreys | Labour Party          | 12.773  | 28,9 |
|                       | Adrian Graves    | Liberal Democrats     | 7.573   | 17,1 |
|                       | Ian Smith        | UK Independence Party | 2.177   | 4,9  |
| Gesamt                | Gesamt           | Gesamt                | 44.205  | 100  |
|                       |                  |                       |         |      |
| Quelle: Parliament UK |                  |                       |         |      |

### Wahl 2010
| Kandidaten            | Kandidaten            | Parteien                   | Stimmen | %    |
| --------------------- | --------------------- | -------------------------- | ------- | ---- |
|                       | Matt Hancock          | Conservative Party         | 24.312  | 50,6 |
|                       | Belinda Brooks-Gordon | Liberal Democrats          | 11.262  | 23,4 |
|                       | Ohid Ahmed            | Labour Party               | 7.089   | 14,7 |
|                       | Ian Smith             | UK Independence Party      | 3.085   | 6,4  |
|                       | Ramon Johns           | British National Party     | 1.428   | 3,0  |
|                       | Andrew Appleby        | unabh.                     | 540     | 1,1  |
|                       | Colin Young           | Christian Peoples Alliance | 373     | 0,8  |
| Gesamt                | Gesamt                | Gesamt                     | 48.089  | 100  |
|                       |                       |                            |         |      |
| Wahlberechtigte       | Wahlberechtigte       | Wahlberechtigte            | 74.374  |      |
|                       |                       |                            |         |      |
| Quelle: Parliament UK |                       |                            |         |      |

### Wahl 2015
| Kandidaten            | Kandidaten            | Parteien                         | Stimmen | %    |
| --------------------- | --------------------- | -------------------------------- | ------- | ---- |
|                       | Matt Hancock          | Conservative Party               | 25.684  | 52,2 |
|                       | Julian Flood          | UK Independence Party            | 10.700  | 21,7 |
|                       | Michael Jefferys      | Labour Party                     | 8.604   | 17,5 |
|                       | Elfreda Tealby-Watson | Liberal Democrats                | 2.465   | 5,0  |
|                       | Niall Pettitt         | Green Party of England and Wales | 1.779   | 3,6  |
| Gesamt                | Gesamt                | Gesamt                           | 49.232  | 100  |
|                       |                       |                                  |         |      |
| Wahlberechtigte       | Wahlberechtigte       | Wahlberechtigte                  | 76.198  |      |
|                       |                       |                                  |         |      |
| Quelle: Parliament UK |                       |                                  |         |      |

### Wahl 2017
| Kandidaten            | Kandidaten            | Parteien                         | Stimmen | %    |
| --------------------- | --------------------- | -------------------------------- | ------- | ---- |
|                       | Matt Hancock          | Conservative Party               | 31.649  | 61,2 |
|                       | Michael Jefferys      | Labour Party                     | 14.586  | 28,2 |
|                       | Julian Flood          | UK Independence Party            | 2.396   | 4,6  |
|                       | Elfreda Tealby-Watson | Liberal Democrats                | 2.180   | 4,2  |
|                       | Donald Allwright      | Green Party of England and Wales | 935     | 1,8  |
| Gesamt                | Gesamt                | Gesamt                           | 51.746  | 100  |
|                       |                       |                                  |         |      |
| Wahlberechtigte       | Wahlberechtigte       | Wahlberechtigte                  | 77.348  |      |
|                       |                       |                                  |         |      |
| Quelle: Parliament UK |                       |                                  |         |      |

### Wahl 2019
| Kandidaten            | Kandidaten            | Parteien                         | Stimmen | %    |
| --------------------- | --------------------- | -------------------------------- | ------- | ---- |
|                       | Matt Hancock          | Conservative Party               | 33.842  | 65,8 |
|                       | Claire Unwin          | Labour Party                     | 10.648  | 20,7 |
|                       | Elfreda Tealby-Watson | Liberal Democrats                | 4.685   | 9,1  |
|                       | Donald Allwright      | Green Party of England and Wales | 2.262   | 4,4  |
| Gesamt                | Gesamt                | Gesamt                           | 51.437  | 100  |
|                       |                       |                                  |         |      |
| Wahlberechtigte       | Wahlberechtigte       | Wahlberechtigte                  | 80.193  |      |
|                       |                       |                                  |         |      |
| Quelle: Parliament UK |                       |                                  |         |      |

### Wahl 2024
| Kandidaten            | Kandidaten        | Parteien                         | Stimmen | %    |
| --------------------- | ----------------- | -------------------------------- | ------- | ---- |
|                       | Nick Timothy      | Conservative Party               | 15.814  | 34,3 |
|                       | Rebecca Denness   | Labour Party                     | 12.567  | 27,2 |
|                       | David Bull        | Reform UK                        | 9.623   | 20,8 |
|                       | Henry Batchelor   | Liberal Democrats                | 4.284   | 9,3  |
|                       | Mark Ereira-Guyer | Green Party of England and Wales | 2.910   | 6,3  |
|                       | Katie Parker      | unabh.                           | 485     | 1,1  |
|                       | Luke O'Brien      | unabh.                           | 345     | 0,7  |
|                       | Ivan Kinsman      | Social Democratic Party          | 133     | 0,3  |
| Gesamt                | Gesamt            | Gesamt                           | 46.161  | 100  |
|                       |                   |                                  |         |      |
| Ungültige Stimmen     | Ungültige Stimmen | Ungültige Stimmen                | 173     | 0,4  |
| Wähler                | Wähler            | Wähler                           | 46.334  | 60,1 |
| Wahlberechtigte       | Wahlberechtigte   | Wahlberechtigte                  | 77.145  |      |
|                       |                   |                                  |         |      |
| Quelle: Parliament UK |                   |                                  |         |      |